# Paramallosia afghanica
Paramallosia afghanica là một loài bọ cánh cứng trong họ Cerambycidae.